# Janakkala
Janakkala is een gemeente in de Finse provincie Zuid-Finland en in de Finse regio Kanta-Häme. De gemeente heeft een landoppervlakte van 547,41 km² en telt 16.280 inwoners (2022).

## Partnersteden

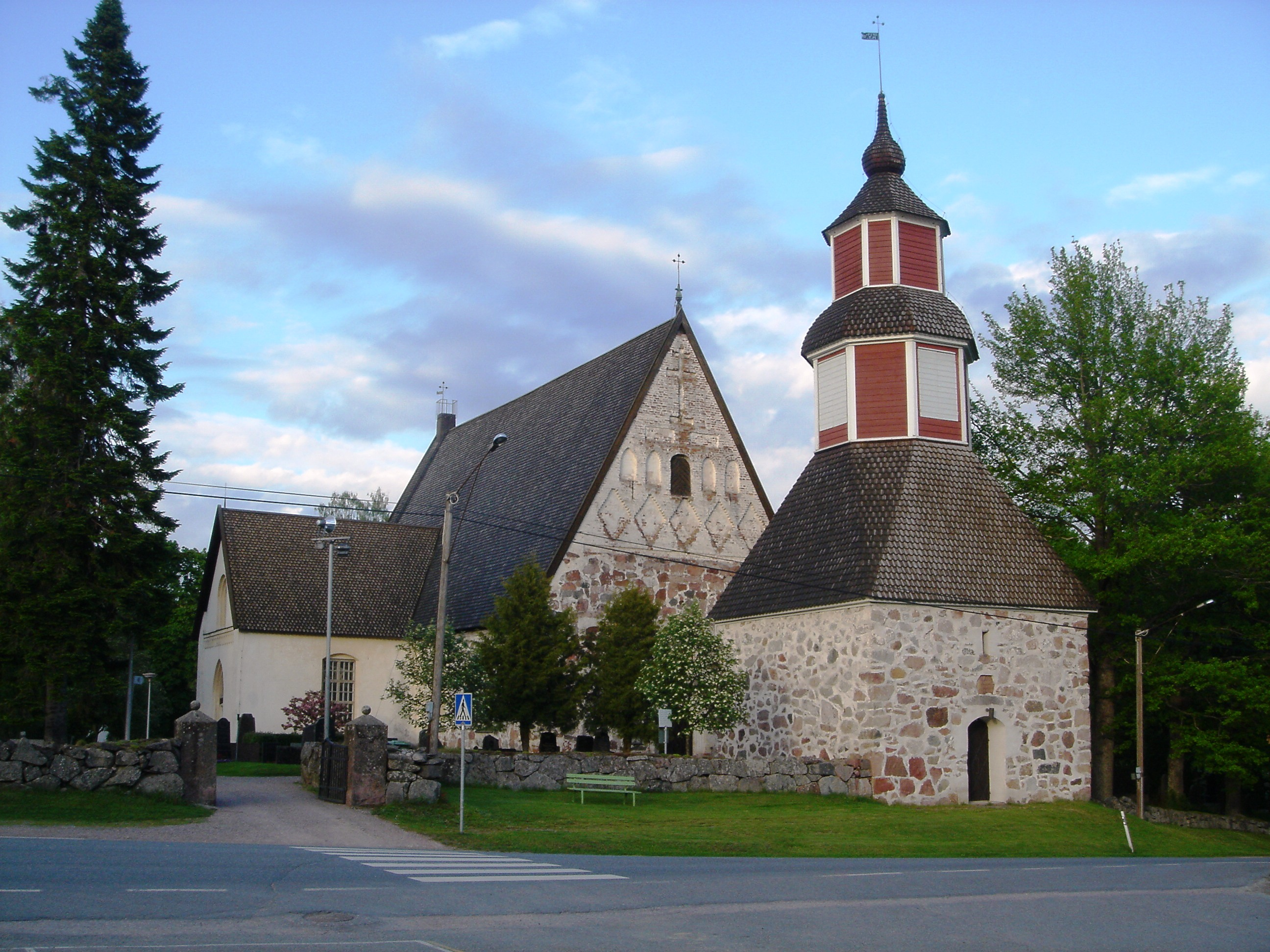
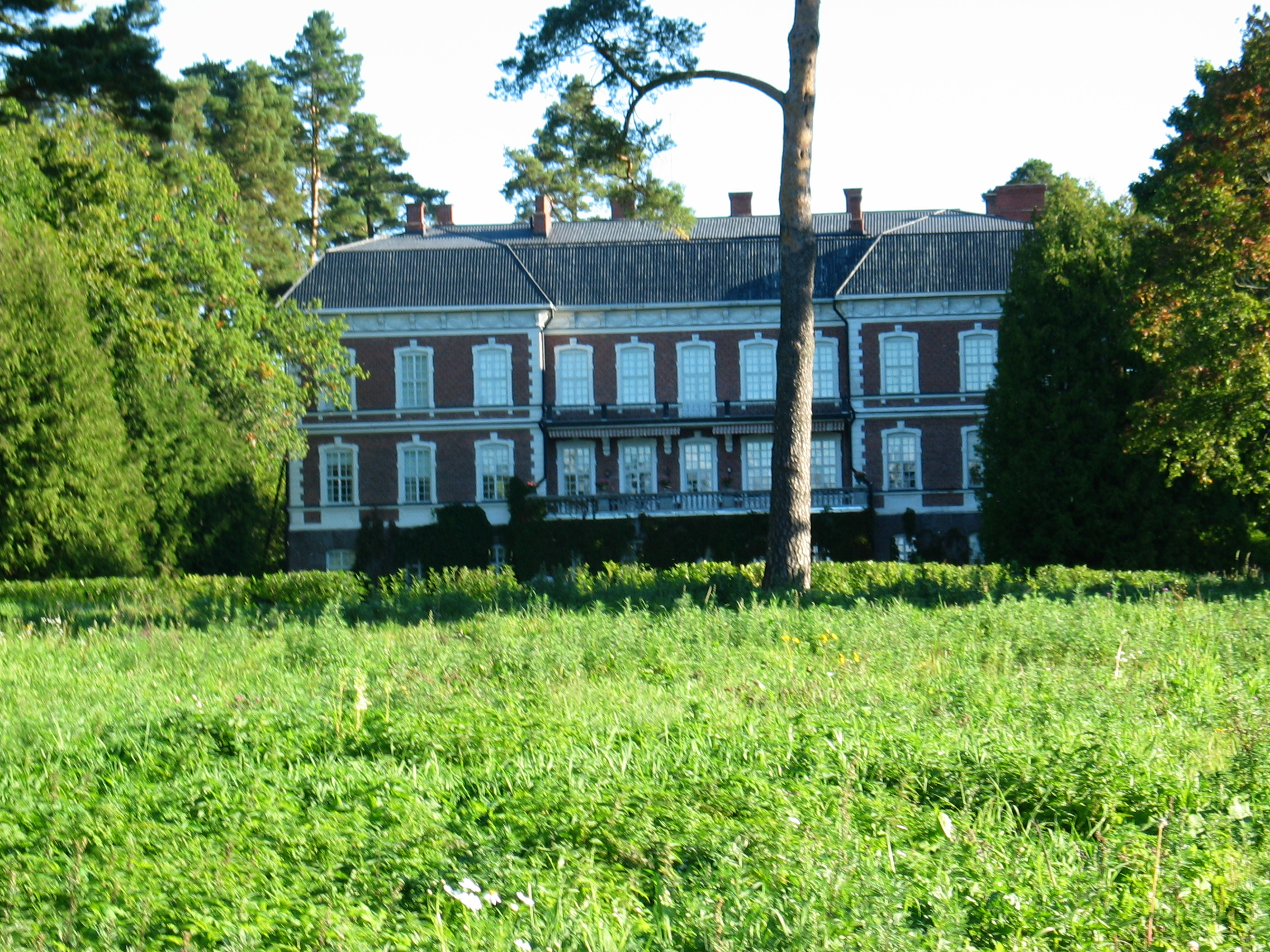
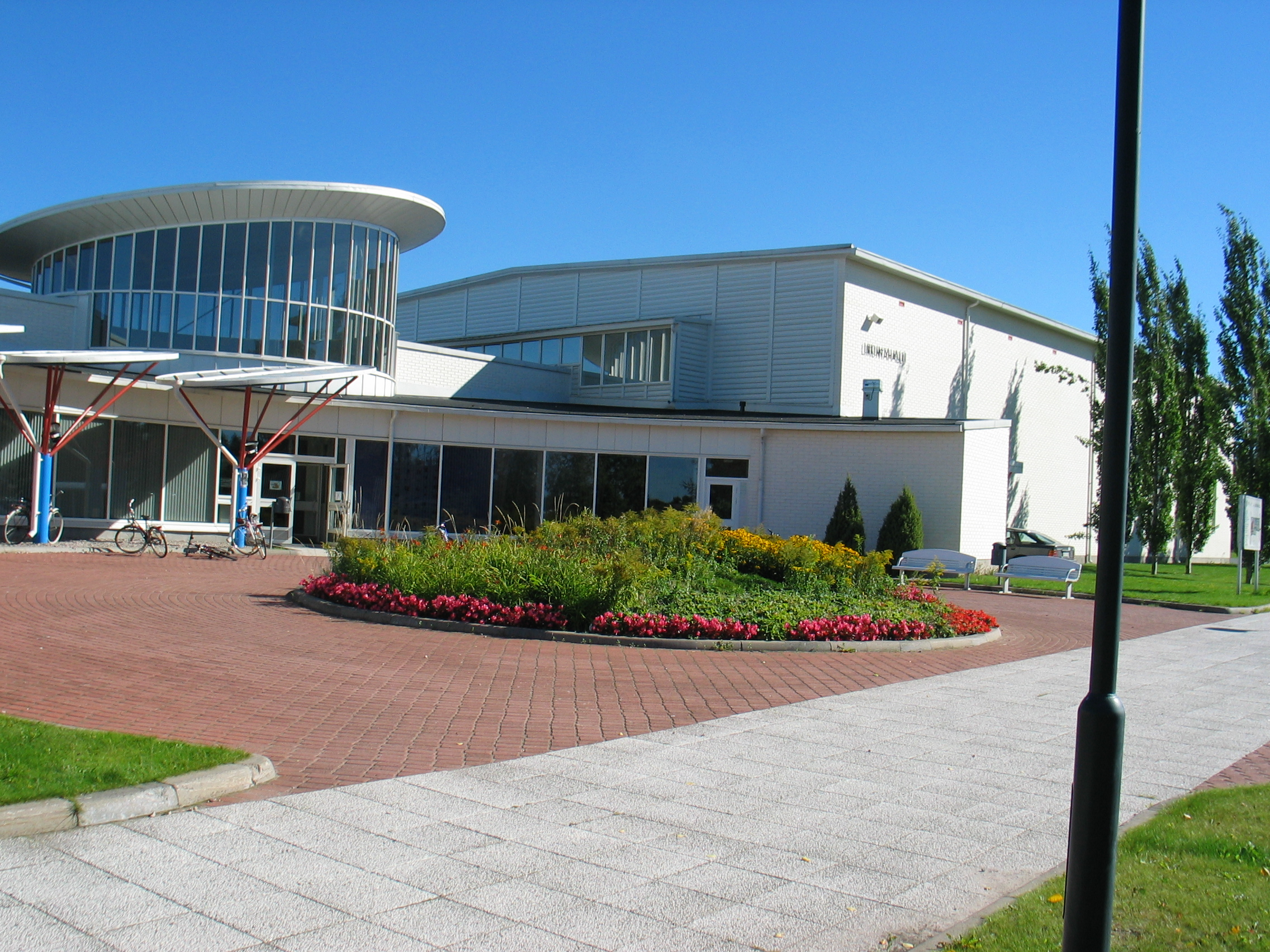
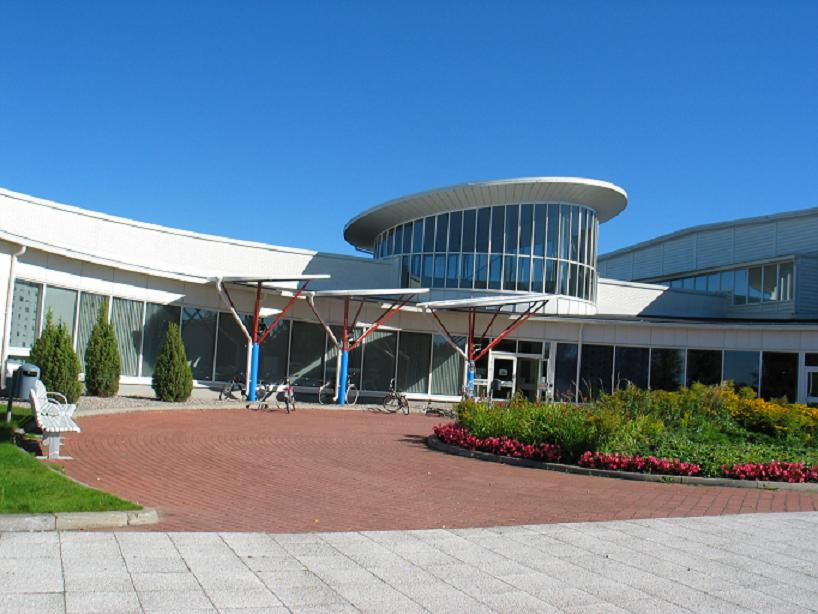

- Tierp (Zweden)